# 安正孝
安 正孝（アン・ジョンヒョ、1941年12月2日 - 2023年7月1日）は、大韓民国の小説家、翻訳家。ソウル生まれ。約150本以上の翻訳書がある。

## 略歴
1941年12月2日、ソウルに生まれる。1965年西江大学校英文科卒業。1964年コリア・ヘラルド文化部記者を務め、コリア・タイムス記者、韓国ブリタニカ編集部長、コリア・タイムス文化体育部長を歴任した。
1973年、『실천문학(実践文学)』に長編『전쟁과 도시(戦争と都市)』を発表して登壇。以後、『하얀 전쟁(白い戦争)』と改作され、1989年アメリカで出版される。『가을바다 사람들(秋の海の人々)』、『학포장터의 두 거지(ハクポ市場の二人の物乞い)』、『동생의 연구(弟の研究)』、『은마는 오지 않는다(銀馬は来ない)』、『미늘(鉤)』、『헐리우드 키드의 생애(ハリウッドキッドの生涯)』『나비 소리를 내는 여자(蝶の音を出す女)』、『낭만파 남편의 편지(浪漫派旦那の手紙)』、『태풍의 소리(台風の音)』、『착각(錯覚)』、『실종(失踪)』などの作品を発表した。
1975年にガブリエル・ガルシア＝マルケスの『百年の孤独』の翻訳本を始め、今まで約150以上の本を翻訳した。
20年以上の翻訳経験を元に英語についての参考書『안정효의 영어 길들이기(翻訳編、英作編、英訳編)』を出版し、大きな話題となった。また、梨花女子大学通翻訳大学院で文学作品の翻訳の講義もしている。
2023年7月1日に死去。82歳没。

## 年譜
- 1941年12月2日 – ソウルに生まれる[1]。
- 1964年、コリア・ヘラルド記者。
- 1969-1970年、コリア・タイムス記者。
- 1971-1974年、韓国ブリタニカ編集部部長。
- 1975-1978年、コリア・タイムス編集局文化体育部部長。
- 1982年、第1回韓国翻訳文学賞受賞。
- 1983年、文芸誌『실천 문학(実践文学)』に『전쟁과 도시(戦争と都市)』を連載し、登壇。
- 1989年、『전쟁과 도시(戦争と都市)』を改作して『하얀 전쟁(白い戦争)』というタイトルで発表、アメリカでも注目を受ける。
- 1990年、梨花女子大通翻訳大学院翻訳学　招聘教授。
- 1992年、第3回金裕貞文学賞受賞。
- 2023年7月1日、死去。

## 代表作品
- 1989年、하얀전쟁(白い戦争)
- 1990年、은마는 오지 않는다(銀馬は来ない)
- 1991年、미늘(鉤(かぎ))
- 1992年、헐리우드 키드의 생애(ハリウッドキッドの生涯)
- 1997年、실종(失踪)